# Luc Vannieuwenhuyze
Luc Vannieuwenhuyze (Tielt, 23 april 1958) is een Belgische politicus voor CD&V. Hij was ruim een jaar burgemeester van Tielt.

## Biografie
Luc Vannieuwenhuyze is een zoon van Roger Vannieuwenhuyze. Hij werkte als leraar in het provinciaal onderwijs van Oost-Vlaanderen in Gent.
Hij werd gemeenteraadslid en eerste schepen in Tielt. Op 1 september 2011 werd hij burgemeester van Tielt, in opvolging van Michel Van Daele die tijdens de legislatuur vervroegd na 17 jaar het burgemeesterschap overdroeg aan zijn partijgenoot. Na de verkiezingen van 2012 belandde de CD&V in de oppositie en werd hij opgevolgd door Els De Rammelaere (N-VA).
Na de lokale verkiezingen van 2018 werd een meerderheid gevormd met CD&V, Iedereen Tielt en Groen en werd Vannieuwenhuyze opnieuw burgemeester.
Vannieuwenhuyze is ook provincieraadslid in West-Vlaanderen.